# Espresso (sång)
Espresso är en låt av den amerikanska sångerskan Sabrina Carpenter. Den släpptes den 11 april 2024 av Island Records som ledande singel från hennes sjätte studioalbum Short n' Sweet. Låten skrevs av henne själv tillsammans med Amy Allen, Steph Jones och Julian Bunetta.